# العلاقات الفلسطينية النمساوية
العلاقات الفلسطينية النمساوية هي العلاقات الدولية بين النمسا ودولة فلسطين. لا تعترف فيينا باستقلال دولة فلسطين المُعلن عام 1988.  إلا أن النمسا تعامل منصب رئيس البعثة الفلسطينية بمستوى سفير.

## التاريخ
في عام 1973، خلال مؤتمر في لندن، دعا المستشار النمساوي برونو كريسكي أوروبا للعب دور في الشرق الأوسط وأعلن دعمه لإنشاء دولة للفلسطينيين.
في عام 1980 ، أقامت النمسا علاقات مع منظمة التحرير الفلسطينية .
المستشار كريسكي كان يهوديًا، كما أنه شكك في الصهيونية كحل للمشاكل التي يواجهها الشعب اليهودي،  مدعيا أن اليهود ليسوا مجموعة عرقية أو عرق، بل جماعة دينية.
دعمت النمسا طلب فلسطين للانضمام إلى اليونسكو في عام 2011. 
أيدت النمسا حصول دولة فلسطين على صفة مراقب غير عضو في الأمم المتحدة عام 2012. 
في أبريل 2013، قام الرئيس محمود عباس بزيارة النمسا واستقبل بشرف عسكري. والتقى برئيس النمسا هاينز فيشر ورئيسة المجلس الوطني باربرا برامر.
في 9 أكتوبر 2023، أعلن وزير الخارجية النمساوي ألكسندر شالنبيرغ عن تعليق المساعدات للفلسطينيين والتي تبلغ قيمتها حوالي 19 مليون يورو. كانت قد خُصصت لعدد من المشاريع التنموية وذلك على إثر عملية طوفان الأقصى العسكرية التي بدأت في 7 أكتوبر 2023. قال السفير الفلسطيني لدى النمسا صلاح عبد الشافي: «علمنا بأسف واستياء من قرار وزارة الخارجية النمساوية أن التعاون التنموي مع الأراضي الفلسطينية سيتم وقفه. هذه  الخطوة تعني العقاب الجماعي للشعب الفلسطيني وتدعم سياسات إسرائيل العدوانية ضد المدنيين الفلسطينيين. نأمل أن تقوم الحكومة الاتحادية النمساوية بمراجعة هذا القرار، لأن التعاون الدولي في مجال التنمية هي ركيزة هامة للاستقرار في هذه المنطقة».